# Soirées musicales
Soirées musicales is een compositie van Benjamin Britten, voltooid in 1936.

## Geschiedenis
De suite ontstond tijdens Brittens bemoeienissen met de filmwereld. Bij de film The Tocher schreef Britten op verzoek muziek die gebaseerd was op muziek van Gioacchino Rossini. Britten schreef de suite The Tocher, maar slechts drie van de vijf delen werden uiteindelijk voor de film gebruikt. De titel Soirées musicales verwijst daarbij trouwens naar een stuk met dezelfde titel (Les soirées musicales, 1830-1835) van Rossini.

## Muziek

### De delen
Er zijn vijf delen:
- March (naar Guillaume Tell, acte 2 Pas de Soldats)
- Canzonetta (naar Les soirées musicales nr. 1 La promesse)
- Tirolese (naar Les soirées musicales nr. 6 La pastorella dell’Alpi)
- Bolero (naar Les soirées musicales nr. 5 L’invito)
- Tarantella (naar Trois choeurs religieux nr. 3 La charité)

Omdat de muziek op Rossini’s werken zijn gebaseerd klinkt deze suite niet 20e-eeuws. De delen 1, 2 en 4 komen uit de originele The Tocher-suite. De Soirées musicales waren voor het eerst te horen tijdens een radio-uitzending. Joseph Lewis dirigeerde het BBC Symphony Orchestra op 16 januari 1937.
Choreograaf Antony Tudor hoorde de Soirées musicales en zag wel de mogelijkheid tot het omvormen van deze suite naar balletmuziek. Met zijn net opgerichte London Ballet voerde hij Soirées musicale (zonder s) uit in het Palladium Theatre op 26 november 1938 ter gelegenheid van een programma om fondsen te werven.

### Orkestratie
Britten componeerde het werk voor:
- 2 dwarsfluiten, 2 hobo’s, 2 klarinetten, 2 fagotten
- 4 hoorns, 2 trompetten, 3 trombones,
- pauken, percussie bestaande uit xylofoon, kleine trom, bekkens, grote trom, glockenspiel, trinagel en castagnetten, 1 harp, piano
- violen, altviolen, celli, contrabassen.

Later volgde eenzelfde soort suite: Matinées musicales en weer later combineerde Britten de twee suitens voor wederom een ballet: Divertimento voor George Balanchine.

## Discografie
De compositie kent ten opzichte van andere werken van Britten een beperkte discografie. Door Gramophone (gerenommeerd muziekblad) wordt aangeraden de opname uit 1956 van Adrian Boult en het London Philharmonic Orchestra verschenen op First Hand. Voor een typisch “balletorkest”is er de versie van Richard Bonynge en het National Philharmonic Orchestra.